# Inkhundla Timpisini
L'Inkhundla Timpisini è uno dei quattordici tinkhundla del distretto di Hhohho, nell'eSwatini.

## Geografia antropica

### Suddivisioni amministrative
L'Inkhundla è suddiviso nei 4 seguenti imiphakatsi: Kahhohho, Mashobeni, Mvembili, Ndlalambi/Ludzibini.